# 光性礦物學
光性礦物學（英語：optical mineralogy）
是通過測量礦物和岩石的光學特性來研究它們的一種技術。 最常見的是用偏光（polarized light）顯微鏡觀察岩石和礦物薄片。 光性礦物學用於鑒定礦物晶體和礦物組成，瞭解礦物和岩石的起源和演化。
使用的一些屬性和技術包括：
折射率、雙折射、Michel-Lévy干涉彩色图表、多色性、消光、錐光干涉圖、貝克線測試、光學浮凸、伸長的標誌（長度快與長度慢）、波片。